# Stade Moncton 2010

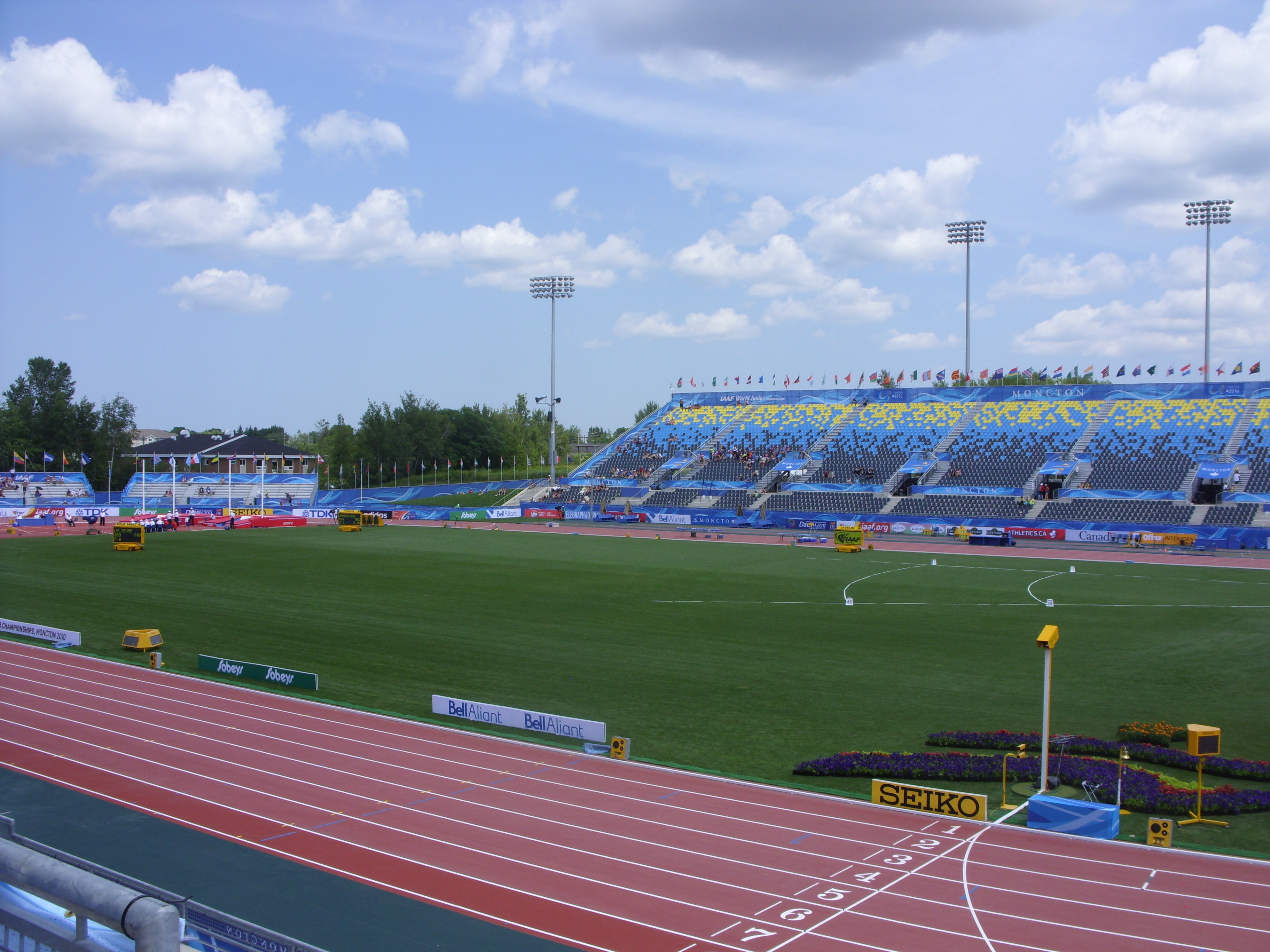
Stade Moncton 2010

Stade Moncton 2010 – wielofunkcyjny stadion sportowy w kanadyjskim Moncton. Obiekt powstał na terenie kampusu uniwersyteckiego Université de Moncton. Trybuny stadionu mieszczą 10 000 widzów. Stadion powstał w latach 2008 – 2010. Między 19 i 25 lipca 2010 odbyły się tutaj lekkoatletyczne mistrzostwa świata juniorów. Światowy czempionat poprzedziły mistrzostwa Kanady juniorów w lekkoatletyce.